# Morfología de los glaciares

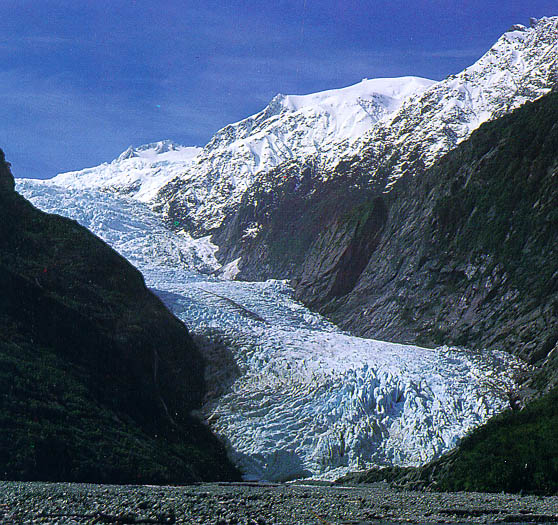
Glaciar Franz Josef en Nueva Zelanda

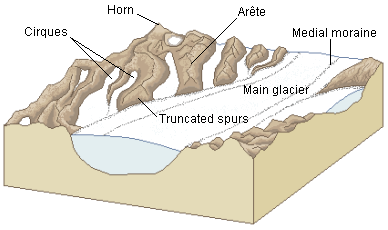
Características de un paisaje glaciar

La morfología de los glaciares se refiere a las formas que pueden adoptar estas masas de hielo y nieve, las cuales están determinadas por factores como la temperatura, las precipitaciones, el relieve y otras condiciones ambientales. El estudio de la morfología glaciar tiene como objetivo comprender mejor los paisajes glaciares y los procesos que los modelan. Existen diversos tipos de glaciares, que van desde extensas capas de hielo, como la que cubre Groenlandia, hasta pequeños glaciares de circo situados en las cumbres montañosas. En términos generales, los glaciares pueden clasificarse en dos grandes categorías:
- El flujo de hielo está limitado por la topografía del lecho rocoso subyacente.
- El flujo de hielo no está restringido por la topografía circundante.

Los glaciares también pueden diferenciarse según la influencia que ejerce el relieve sobre su dinámica. En algunos casos, el flujo de hielo está condicionado por la topografía del lecho rocoso subyacente, lo que significa que el glaciar se adapta a las formas del terreno sobre el cual se desplaza. En otros casos, especialmente en las grandes masas de hielo como las capas glaciares, el flujo de hielo no se ve limitado por la topografía local, extendiéndose en múltiples direcciones y cubriendo completamente las irregularidades del relieve circundante.

## Glaciares no Confinados

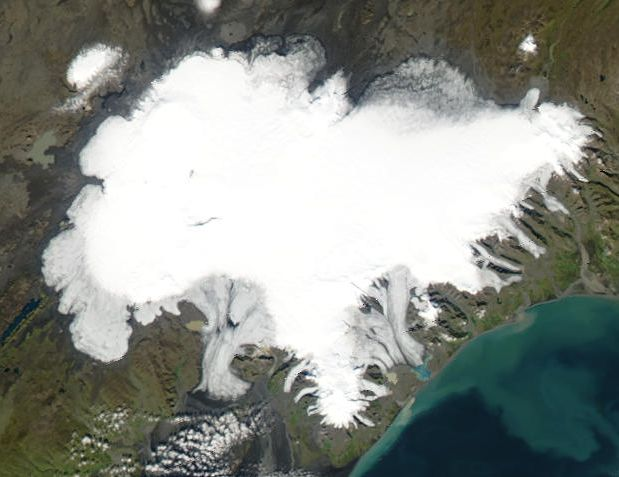
Capa de hielo Vatnajökull en Islandia

#### Capas de hielo
Los casquetes de hielo y las capas de hielo cubren las áreas de tierra más extensas en comparación con otro glaciares, y su hielo no está restringido por la topografía subyacente. Son las formaciones de hielo glaciar más grandes y contienen la mayor parte del agua dulce del mundo
Los casquetes de hielo son la forma más extensa de formación glacial. Se trata de masas de hielo de tamaño continental que cubren áreas superiores a los 50.000 kilómetros cuadrados. Tienen forma de cúpula y, al igual que los casquetes polares, presentan un flujo radial. Cuando los casquetes de hielo se extienden sobre el océano, forman plataformas de hielo. Contienen aproximadamente el 99 % del hielo de agua dulce existente en la Tierra y se originan a partir de la acumulación de capas de nieve que, con el tiempo, se compactan y transforman en hielo. Actualmente, solo existen dos casquetes de hielo en el planeta: el de la Antártida y el de Groenlandia. Aunque en la actualidad los casquetes de hielo cubren solo una décima parte de la superficie terrestre, durante el Pleistoceno llegaron a extenderse sobre un tercio del planeta, en un periodo conocido como el Último Máximo Glacial.

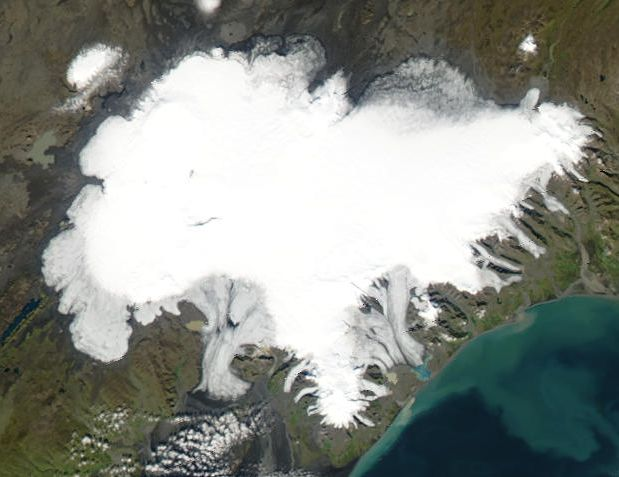
Capa de hielo Vatnajökull en Islandia

#### Domos de hielo
Una cúpula de hielo es una elevación dentro de una capa o casquete de hielo que se caracteriza por una superficie de hielo convexa o parabólica situada en la zona de acumulación. Estas formaciones suelen ser casi simétricas y pueden desarrollarse sobre elevaciones o depresiones del terreno, reflejando con frecuencia la topografía subglacial. En las capas de hielo continentales, las cúpulas pueden alcanzar espesores superiores a los 3 metros, mientras que en los casquetes polares suelen tener espesores menores, de varios cientos de metros. En las islas glaciares, las cúpulas de hielo suelen constituir el punto más alto de la masa de hielo. Un ejemplo de cúpula de hielo es Kupol Vostok Pervyy, ubicada en la isla Argel, en la Tierra de Francisco José, Rusia.

#### Corrientes de hielo
Los corrientes de hielo canalizan rápidamente el flujo de hielo hacia el mar, el océano o una plataforma de hielo. Por esta razón, suelen ser denominadas las "arterias" de una capa de hielo. El hielo de las capas continentales es drenado hacia el océano a través de una red compleja de corrientes de hielo, cuya actividad se ve fuertemente influenciada por procesos oceánicos y atmosféricos. Estas corrientes presentan una mayor velocidad en el centro del flujo, y están delimitadas por hielo de movimiento lento a ambos lados. Los períodos de mayor flujo en las corrientes de hielo resultan en una mayor transferencia de hielo desde las capas de hielo hacia el océano, contribuyendo al aumento del nivel del mar. En el límite entre el hielo glaciar y el agua ocurre el desprendimiento de icebergs (ice calving), cuando los glaciares comienzan a fracturarse y grandes bloques de hielo se separan de las masas principales.El desprendimiento de icebergs es uno de los principales factores del aumento del nivel del mar, aunque el océano no es el único entorno donde puede producirse este fenómeno. El desprendimiento también puede ocurrir en lagos, fiordos y acantilados de hielo continentales.

## Enlaces Externos
- Wikimedia Commons alberga una galería multimedia sobre Morfología de los glaciares.

- Datos: Q2116384
- Multimedia: Glacial geomorphology / Q2116384